# British Aerospace BAe 125
O HS 125 ou BAe 125 ou Hawker 800 é um dos mais bem sucedidos projetos de jato executivo. O seu primeiro voo ocorreu em 1962, sendo ainda da primeira geração dos jatos executivos, e continua em produção em versões atualizadas até hoje. 
O projeto da aeronave foi iniciado pela De Havilland antes do fabricante ser absorvido pela Hawker-Siddeley. O primeiro voo da aeronave ocorreu em 13 agosto de 1962. Desde então, a aeronave já passou por cinco diferentes fabricantes, o que gera as diferentes nomenclaturas. O  último negócio ocorreu em dezembro de 2006, quando a Raytheon vendeu a divisão de aviões executivos para um grupo financeiro.
|  |  |

É usado pela Força Aérea da Grã-Bretanha como treinador de navegação com nome de Hawker Siddeley Dominie e ainda foi usado pela Força Aérea dos Estados Unidos como avião de calibração com a designação C-29. 
Mais de 1.000 aeronaves foram construídas.

## Variantes
A versão A se destina ao Mercado norte-americano, a versão B é para os demais países.
- DH.125 Series 1 – primeira versão de produção, 8 construídos.
- DH.125 Series 1A/1B – atualizada com motores Bristol Siddeley Viper 521 (Series 1A) ou 522 (Series 1B) com 13,8 kN de empuxo cada, 77 aeronaves foram construídas.
- HS.125 Series 2 – versão militar.
  - Dominie T.Mk.1, T.Mk.2 - treinador de navegação para RAF.
  - CC.Mk.1, Mk.2, e Mk.3 – avião de treinamento para RAF.
- HS.125 Series 3 – motores atualizados, 29 foram construídos.
  - versão 3AR e os 3BR com maior capacidade de combustível, 36 construídos.
- HS.125 Series 400 - motores atualizados, 116 aeronaves construídas.
- HS.125 Series 600 – fuselagem aumentada em 0,94 m aumentando a capacidade para 14 passageiros, turbojatos mais potentes. Última versão com motores Viper.
  - versão 600F - motores Viper de modelo diferente.
- HS.125 Series 700 – primeira versão com motores Honeywell. Esta versão usa o modelo TFE731-3RH com 16,6 kN cada. O primeiro voo ocorreu em 19 junho de 1976.
  - HS.125 Series 700 Protector - aeronave de patrulha marítima com radar de busca e câmeras.
- BAe.125 Series 800 – versão com área alar aumentada, nariz e cauda alterados, maior capacidade de combustível, motores atualizados, o primeiro voo ocorreu em 1983.
- Hawker 800 - nome dado ao BAe.125 Series 800 depois de 1993.
  - Hawker 800XP - utiliza motores TFE731-5BR1H com 20,8 kN cada.
  - Hawker 800SP e 800XP2 - Designação para aeronaves 800A/B e 800XP quando atualizados com winglets.
  - C-29A - Series 800 usado pelos EUA para calibração dos equipamentos de bases aéreas.
  - U-125 - Aeronave baseada na Series 800 para a missão busca e salvamento, usada pelo  Japão.
- BAe.125 Series 1000 - versão intercontinental da Series 800 com fuselagem ampliada em  0,84 m para aumentar a capacidade para 15, capacidade de combustível aurmentada, turbinas Pratt & Whitney Canada PW-305 com 23,2 kN cada, primeiro voo em 16 de junho de 1990, 52 construídos.
- Hawker 1000 - BAe.125-1000 depois de 1993.

### Designações de produção
| Empresa                       | Período        | Designação   |
| ----------------------------- | -------------- | ------------ |
| De Havilland                  | 1961 até 1962  | DH-125       |
| Hawker-Siddeley               | 1962 até 1977  | HS-125       |
| British Aerospace             | 1977 até 1993  | BAe-125      |
| Raytheon                      | 1993 até 2006  | Hawker 800   |
| Hawker Beechcraft Corporation | 2006 em diante | Hawker 800XP |

## Operatores
Operadores civis por todo mundo, usado pelas forças armadas do Reino Unido, Irlanda, Estados Unidos, Japão, Argentina, Botswana, Brasil, Malawi, Malásia, Arábia Saudita, Emirados Árabes e África do Sul.
Recentemente, um grupo de operadores do Hawker 125, companhias de venda de peças e provedores de serviços de manutenção especializados em suporte técnico e peças para as séries Hawker 125 se uniram para compartilhar soluções que possibilitem a continuação da operação da frota.

## No Brasil
A Força Aérea Brasileira adquiriu cinco aeronaves HS.125-300B em 1968, estas aeronaves seriam utilizadas para o transporte de autoridades no Grupo de Transporte Especial. Estas foram designadas VU-93.
A Missão comandada pelo então Major Aviador Garotti trouxe o primeiro HS 125 em um voo que saiu de Londres, passando pela Groelandia, Canadá, Estados Unidos e então Brasil.
Em 1970, foi recebida mais uma aeronave do mesmo modelo para a função de calibragem dos equipamentos das bases aéreas e aeroportos, por isso recebeu a designação EU-93. Esta aeronave foi integrada ao Grupo Especial de Inspeção de Voo.
Quatro aeronaves HS.125-400B foram recebidas em 1973 para o transporte VIP.
Em 1975, mais um HS.125-400B foi recebido para calibragem de equipamentos e integrado ao GEIV.
A partir de 1983 outros três HS.125-400B foram integrados ao GTE.
Duas aeronaves foram transferidas para o Centro Tecnológico da Aeronáutica para atuar em ensaios em voo, estas foram redesignadas XU-93. Estas aeronaves realizaram ensaios relativos ao desenvolvimento do caça AMX.
Uma aeronave HS.125-400A foi recebida em 1998.
Quatro aeronaves Hawker 800XP foram adquiridas e integradas ao GEIV no final dos anos 1990.
Em janeiro de 2007, as aeronaves HS.125 restantes do GTE foram transferidas. Basicamente, operarão apenas em ensaios em voo no CTA, são três HS.125-400 ao todo. As aeronaves Hawker 800XP são consideradas novas e modernas, possuem sofisticados equipamentos embarcados e ainda servirão ao GEIV por um longo período.
Em setembro de 2009, a FAB doou ao Museu Asas de um Sonho de São Carlos o modelo que estava exposto no Segundo Comando Aéreo Regional (II COMAR) no PAMARF desde 5 de novembro de 2008, a aeronave foi embarcada em uma carreta  e levada ao museu em setembro de 2009., e exposto a partir de 26 de fevereiro de 2011.

## Especificações (HS 125 Series 600)
Dados de: Jane's All The World's Aircraft 1976–77, e Flight International.
Descrições gerais
- Tripulação: 2
- Capacidade: 8 passageiros normal; 14 passageiros com densidade máxima
- Comprimento: 15,39 m (50 ft)
- Envergadura: 14,33 m (47 ft)
- Altura: 5,26 m (17 ft)
- Área alar: 32,6 m² (351 ft²)
- Peso vazio: 5 683 kg (12 500 lb)
- Peso de decolagem: 11 340 kg (25 000 lb)

Motorização
- Número de motores: 2x
- Tipo do motor: Turbojato
- Fabricante/modelo: Rolls-Royce Viper 601-22
- Empuxo por motor: 1 700 kgf (3 750 lbf) (16.7 kN)

Performance
- Velocidade máxima: 840 km/h (522 mph)
- Velocidade de cruzeiro (km/h): 747 km/h (464 mph)
- Velocidade total em Nó: 453 kn (839 km/h)
- Alcance: 2 891 km (1 800 mi)
- Razão de subida: 24,9 m/s
- Tecto de serviço: 12 500 m (41 000 ft)